# В тылу врага (фильм, 2001)
«В тылу врага» (англ. Behind Enemy Lines) — боевик режиссёра Джона Мура. Основан на реальной истории лётчика ВВС США Скотта О’Грэйди, сбитого в ходе Боснийской войны в 1995 году.

## Сюжет
Боснийская война. Американский авианосец USS Carl Vinson находится в Адриатическом море. На его борту находится экипаж двух друзей: лётчика Джереми Стакхауза и штурмана Криса Бернетта. Бернетт высказывает своему начальнику, командиру авианосной группы адмиралу Лесли Рейгарту своё желание уйти в отставку, чем вызывает его гнев. Разгневанный Рейгарт отправляет экипаж Бернетта во время Рождества в разведывательный полёт на истребителе F/A-18F Super Hornet.
Бернетт замечает подозрительную активность и уговаривает Стакхауза пролететь над этим районом. Самолёт летит вглубь «демилитаризованной территории», полёты над которой запрещены по условиям перемирия и пролетает над забитым техникой лагерем сербского генерала Мирослава Локара. Бернетт фотографирует лагерь, где, как позже оказалось, были захоронены тела мирных боснийцев, убитых сербами. Локар немедленно отдаёт приказ и скрытый сербский зенитный расчёт под командованием снайпера Саши Иванича выпускает две ракеты. Американский самолёт в драматической борьбе сбивает одну ракету с курса, но вторая взрывается, изрешетив крыло. Лётчики катапультируются, Стакхауз ранен в ноги и не может уйти. Бернетт отправляется за помощью и видит как подошедший крупный поисковый отряд Локара разоружает Стакхауза. Сербы уходят, оставшийся Саша пристреливает лётчика. Барнетт не может сдержать горестный крик, сербы бросаются за ним в погоню.     
Адмирал Рейгарт делает всё возможное, чтобы отправить спасательную миссию чем вызывает неудовольствие адмирала Пике, командующего военно-морскими силами НАТО в регионе. Пике опасается, что поиски Бернетта сорвут процесс мирных переговоров.
Адмирал Рейгарт, жертвуя своей карьерой, организовывает спасательную операцию, чтобы вернуть своего ученика. Он знает, что Бернетт вернётся на место своего приземления, но туда же устремляются снайпер и отряд Локара. На озере Саша попадается в ловушку Бернетта. В рукопашной схватке Бернетт убивает Сашу фальшфейером. Подоспевшие американские вертолёты уничтожают солдат Локара и спасают штурмана. Прежде чем покинуть место действия, Бернетт с риском для жизни спасает жёсткий диск с записью военных преступлений сербской армии.

## В ролях
| Актёр                | Роль                             |
| -------------------- | -------------------------------- |
| Оуэн Уилсон          | штурман лейтенант Крис Бернетт   |
| Джин Хэкмен          | адмирал Лесли Рейгарт            |
| Гэбриел Махт         | пилот лейтенант Джереми Стакхауз |
| Чарльз Малик Уитфилд | капитан морской пехоты Родвей    |
| Дэвид Кит            | мастер-сержант Том О’Мэлли       |
| Олек Крупа           | сербский генерал Мирослав Локар  |
| Жоаким ди Алмейда    | адмирал Хуан Мигель Пике         |
| Владимир Машков      | сербский боец Саша Иванич        |
| Марко Игонда         | сербский полковник Виктор Базда  |
| Иэл Поделл           | сержант Кеннеди                  |
| Джеффри Пирсон       | адмирал Донелли                  |
| Сэм Джагер           | оператор «Красной Короны» #1     |
| Шейн Джонсон         | оператор «Красной Короны» #2     |

## Связь с реальными событиями
Фильм частично основан на эпизоде из биографии американского лётчика — капитана Скотта О’Грэйди, который был сбит возле Мрконич-Града 2 июня 1995 года.
О’Грэйди находился на территории Боснии на протяжении шести дней, используя навыки выживания, и был спасён морскими пехотинцами. В отличие от киногероя Уилсона, О’Грэйди в населённые пункты не заходил и с местным населением не контактировал. В августе 2002 года О’Грэйди подал в суд на кинокомпанию, обвинив её в нелегальном использовании истории из его жизни, а также диффамации персонажа, прототипом которого послужил сам О’Грэйди.
В начале 2004 года дело было улажено по мировому соглашению без судебного разбирательства.

## Критика
На агрегаторе рецензий Rotten Tomatoes рейтинг одобрения составляет 37 % на основе 131 рецензии со средневзвешенной оценкой в 4,8 из 10. Консенсус сайта гласит, что сюжет фильма «скорее патриотический, чем заслуживающий доверия, а перегрузка яркими визуальными трюками делают последовательность действий похожей на видеоигру». На Metacritic средний балл составляет 49 из 100 на основе 29 отзывов критиков, что указывает на «смешанные или средние отзывы». Роджер Эберт дал фильму 1,5 звезды из 4, сравнив его с комедией. По его мнению «герой настолько безрассуден, а злодеи настолько некомпетентны, что это схватка между человеком, умоляющим, чтобы его застрелили, и врагом, который не может попасть в стену боснийского амбара».

## Влияние
C момента разработки игры Grand Theft Auto IV существовало предположение, что прототипом главного героя игры Нико Беллика мог стать сербский киллер Саша из фильма «В тылу врага», роль которого сыграл Владимир Машков. На данное предположение наводил тот факт, что на первых промоматериалах игры GTA IV, Нико не только внешне похож на Сашу, но и одет в схожую одежду, включая перчатки на руках, которые отсутствуют в финальном релизе игры.
Наконец в эфире программы «Познер» от 26 сентября 2010 года, где гостем программы был Владимир Машков, отвечая на вопрос про игру Владимир подтвердил информацию о том, что главного героя GTA IV создали по образу его героя из фильма. Комментируя слухи о его отказе в озвучивании Нико Беллика с формулировкой, что это «не мой уровень» Машков сказал:

Нет, таких слов в моем лексиконе, «не мой уровень», не было никогда в жизни. Мне, прям, сейчас аж стыдно. Дело в том, что это была странная такая, полуаферистическая вещь. Я очень рад, что эта игра собрала за месяц полмиллиарда долларов — это идет разговор о GTA IV. То есть это самая продаваемая игра в мире. И они использовали мой образ из картины Джона Мура под названием «В тылу врага». Вот, им понравилось такое. Я очень старался, собирал по кусочкам этот бомжеватый вид. И мне не сказали тогда, что это такое. Может быть, я озвучил бы. Не знаю. Ну, это интересно, часть профессии, но не особенно меня это увлекает. <…> Я даже не знал, что это, я не принял это всерьез.
Также Саша в исполнении Машкова возможно стал прототипом для образа Виктора Захаева из игры 2007 года Call of Duty 4: Modern Warfare.

## Наследие
За фильмом последовало 3 сиквела: «В тылу врага 2: Ось зла» (2006); «В тылу врага 3: Колумбия» (2009) и «Команда восемь: В тылу врага» (2014). Также, в отличие от оригинального фильма, все оставшиеся фильмы были выпущены сразу на DVD.